# 薩索沃區

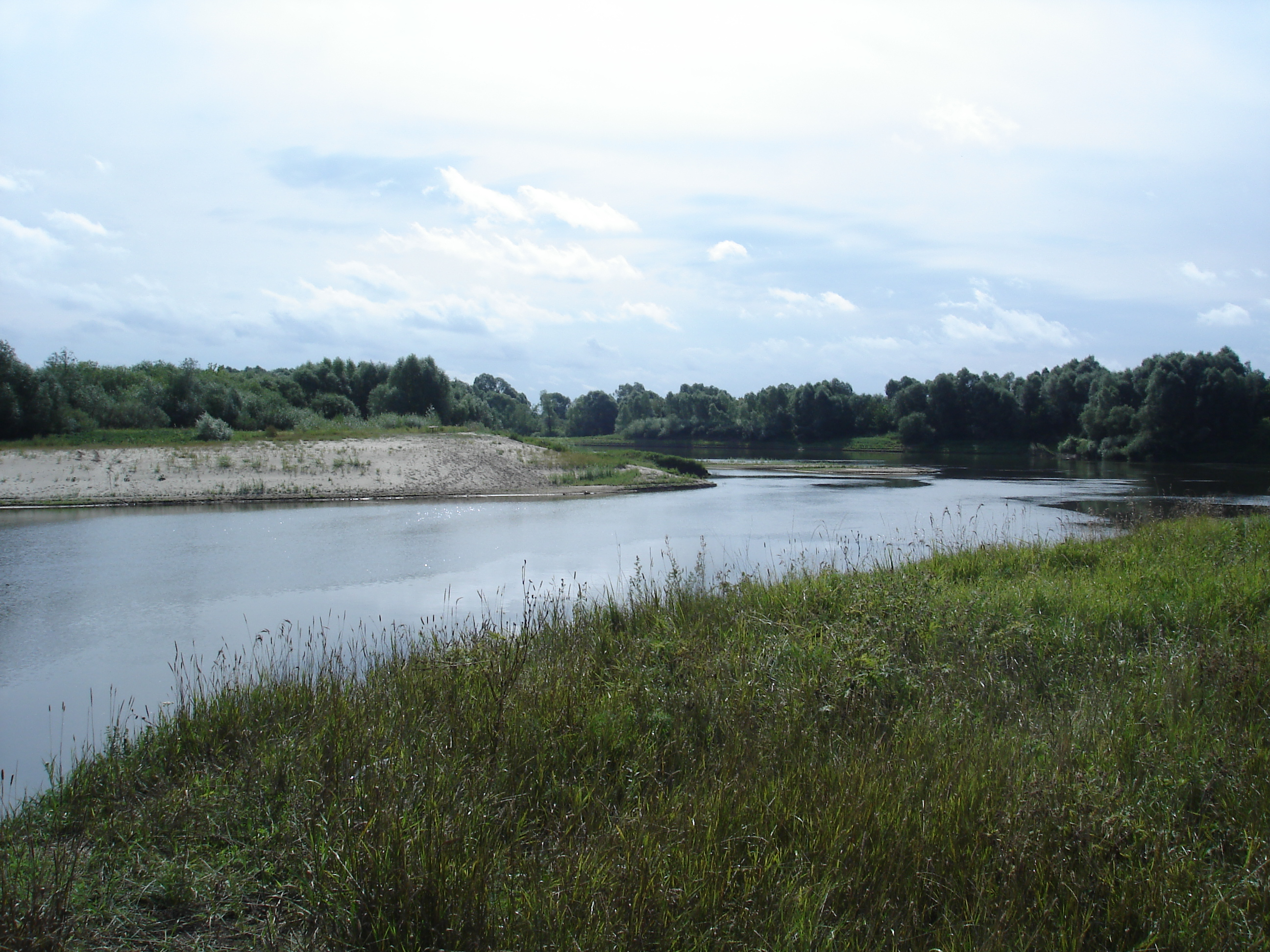

54°21′N 41°55′E / 54.350°N 41.917°E
薩索沃區（俄语：Сасовский район），是俄羅斯的一個區，位於該國西部，由梁贊州負責管轄，面積1,819平方公里，2010年該地區人口18,504，人口密度每平方公里10.17人。